# Karsten Konow
Karsten Konow   (Oslo, 16 de febrer de 1918 - Stavanger, 10 de juliol de 1945) va ser un regatista noruec, vencedor d'una medalla olímpica.
El 1936 va prendre part en els Jocs Olímpics d'Estiu de Berlín, on va guanyar la medalla de plata en la classe de 6 metres del programa de vela. A bord del Lully II, formà tripulació junt al seu pare, Magnus Konow, Fredrik Meyer, Vaadjuv Nyqvist i Alf Tveten.